# Johan Grimonprez

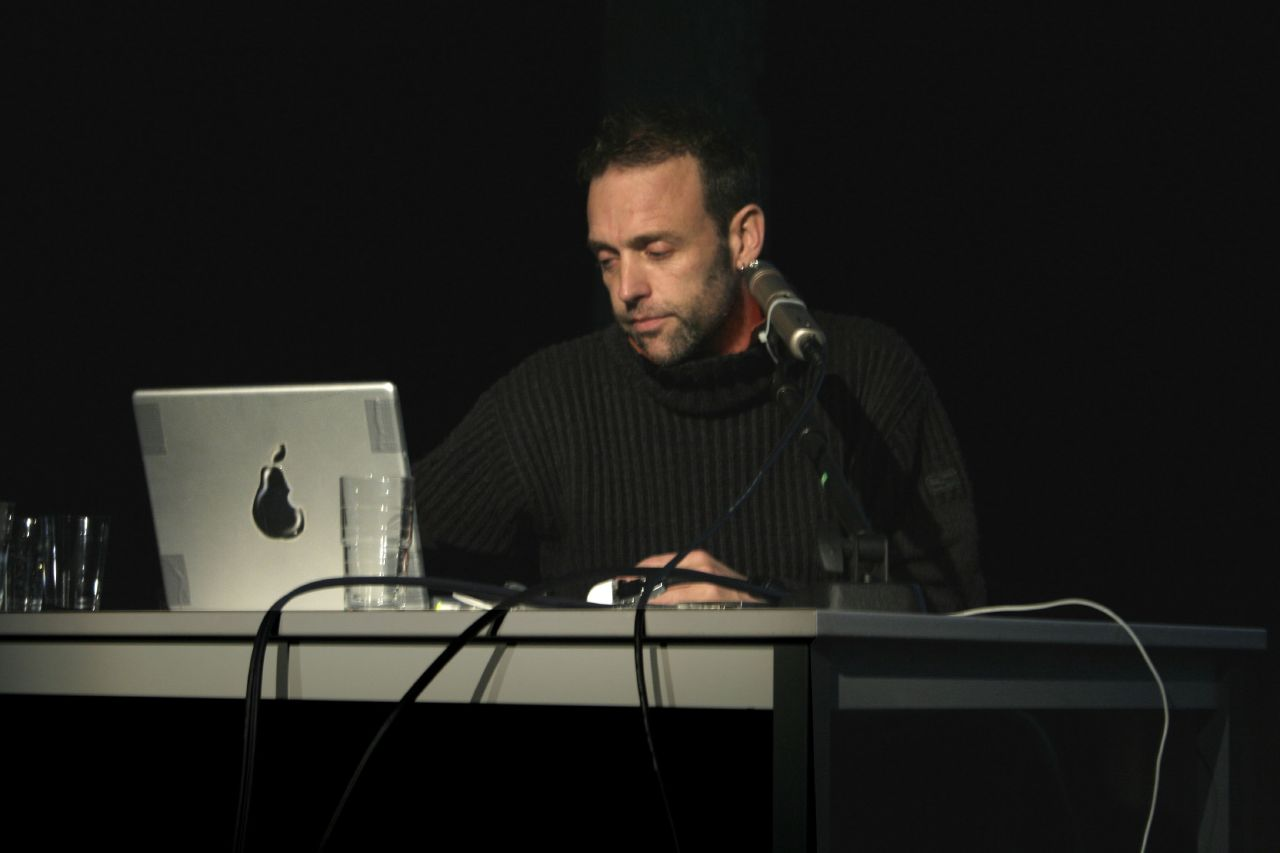
Johan Grimonprez

Johan Grimonprez, född 1962 på Trinidad och Tobago, är en konstnär uppvuxen i Roeselare, Belgien. Han har studerat vid the School of Visual Arts och Whitney Museum Independent Study Program i New York. Grimonprez lever och arbetar i Gent och New York.

## Dial H-I-S-T-O-R-Y
Hans mest uppmärksammade verk är filmen Dial H-I-S-T-O-R-Y som visades första gången på Documenta 1997. Denna film har visats både som en installation med två projicerade videor på vardera 50 minuter och som en film på 68 minuter. Verket är uppbyggt av klipp från TV och dokumentärt material av främst flygkapningar genom tiderna, men där finns också klipp från reklamfilmer och actionfimer. Över detta ligger en fiktiv berättarröst som enligt Grimonprez är inspirerad av de två böckerna MAO II och Vitt brus av den amerikanska författaren Don DeLillo.

## Andra verk
- Kobarweng or Where is your helicopter? - 1992
- Looking for Alfred - 2004
- Double Take - 2009

Han har också tillsammans med filmkritikern Herman Asselberghs satt samman den mobila video-loungen, Beware! In playing the phantom, you become one, 1994-1997